# Амбразявичюс, Юозас
Юо́зас Амбразя́вичюс или Браза́йтис (лит. Juozas Ambrazevičius или Juozas Brazaitis; 9 декабря 1903, Тракишкяй ок. Мариямполе, Российская империя — 28 октября 1974, Саут-Ориндж, США) — литовский литературовед, историк и политический деятель.

## Довоенная жизнь
Окончил гимназию в Мариямполе. В 1922—1927 годах учился в каунасском Литовском университете на Богословско-философском факультете. Преподавал литовский язык и литературу в Каунасской женской гимназии „Aušra“ («Заря»), а с 1938 года на филологическом факультете каунасского Университета Витовта Великого.

## Политическая деятельность
После включения Литвы в состав СССР летом 1940 года — участник подпольной организации LAF (Литовский фронт активистов) под руководством К. Шкирпы, намеревавшейся восстановить независимость Литвы при участии немцев.
После нападения Германии на СССР исполнял обязанности премьер-министра Временного правительства Литвы с 23 июня по 5 августа 1941 года, поскольку Казис Шкирпа, которого первоначально планировали назначить премьером, находился под домашним арестом в Германии. Органы Литовского фронта активистов ещё до прихода немцев провели широкомасштабные этнические чистки среди евреев, а также устроили Каунасский погром евреев.
С октября 1941 года — глава подпольной организации Сопротивления «Литовский фронт». С ноября 1943 года — председатель политической комиссии (фактически вице-президент) объединённой организации литовского подполья «Верховного комитета освобождения Литвы». В мае 1944 года, во избежание ареста Гестапо, выправил себе документы на имя Юозас Бразайтис, под которым с тех пор и жил до смерти. С наступлением советских войск бежал в Германию, где оставался после войны.
C 1951 года жил в США. Автор мемуаров «Совсем одни» (англ. „All Alone“, лит. „Vienų vieni“, нем. „Allein, ganz allein“), опубликованных в 1964 года под именем Н. Э. Судувис (N. E. Sudūvis).

## Современная оценка
В современной литовской историографии, как правило, не считается законным премьер-министром Литвы и не упоминается в списке премьеров на официальном сайте правительства Литвы. В сентябре 2000 года по инициативе В. Ландсбергиса литовский сейм чуть было не принял закон о признании правительства Амбразявичюса законным правительством Литвы, однако из-за широких протестов этот закон был отозван.
В 2012 году Амбразявичус был торжественно перезахоронен в Литве, что было расценено МИД России как глумление над памятью погибших евреев. Критики Амброзявичуса отмечали, что его правительство 30 июня 1941 года приняло решение о создании концлагеря (гетто) для евреев — первого на территории Литвы и что антиеврейские призывы Фронта литовских активистов, одним из лидеров которого был Амбразявичюс, были сигналом и основой для массовых убийств евреев в Литве, начавшихся в первые же часы войны.

## Награды
- Кавалер Большого креста ордена Креста Витиса (26 июня 2009 года, посмертно)[5]